# Playa Magagna
Playa Magagna är en strand i Argentina.   Den ligger i provinsen Chubut, i den södra delen av landet, 1 100 km sydväst om huvudstaden Buenos Aires.